# The American Journal of Psychiatry
The American Journal of Psychiatryは、アメリカ精神医学会によって発行される、英語で書かれた査読制の医学雑誌である。1844年に創刊され、当初は「American Journal of Insanity」というタイトルであったが1921年7月号から現在のタイトルに変更された。
ジャーナルサイテーションレポートによる2020年のインパクトファクターは14.119。

## 倫理問題
製薬会社の臨床試験に対して同雑誌が癒着をしている疑惑があると訴訟を含むいくつかの主張がされている。